# Klimentowski Potok
Klimentowski Potok, Klimontowski Potok – potok w Pieninach, lewobrzeżny dopływ Grajcarka o długości 1,46 km. Główna jego struga spływa spod Klimontowskiej Przełęczy, dołączają do niej strugi spływające z północnych zboczy głównego grzbietu Małych Pienin z okolic wzniesień Załazie i Łaźne Skały. Potok płynie Doliną pod Jarmutą, oddzielającą masyw Jarmuty wraz z Jarmutką od głównego grzbietu Małych Pienin.
Klimontowski Potok wypływa z wysokości 680 m n.p.m., a uchodzi do Grajcarka w Szczawnicy na wysokości 480 m n.p.m. Jego średni spadek wynosi 11,1%. Cała zlewnia Klimentowskiego Potoku znajduje się w mieście Szczawnica w województwie małopolskim, w powiecie nowotarskim, w gminie miejsko-wiejskiej Szczawnica.
Wzdłuż Klimontowskiego Potoku przebiega odcinek czerwonego szlaku rowerowego ze Szczawnicy przez Klimontowską Przełęcz na Cyrhle.